# 咸順南縣
咸顺南县（越南语：／）是越南平顺省下辖的一个县。

## 地理
咸顺南县西接咸新县和罗夷市社，西北接性灵县，东北接咸顺北县，东接潘切市，南临南海。

## 历史
1999年6月15日，新立社析置顺南市镇。

## 行政区划
咸顺南县下辖1市镇12社，县莅顺南市镇。
- 顺南市镇（Thị trấn Thuận Nam）
- 咸芹社（Xã Hàm Cần）
- 咸强社（Xã Hàm Cường）
- 咸俭社（Xã Hàm Kiệm）
- 咸明社（Xã Hàm Minh）
- 咸美社（Xã Hàm Mỹ）
- 咸盛社（Xã Hàm Thạnh）
- 茫蛮社（Xã Mương Mán）
- 美盛社（Xã Mỹ Thạnh）
- 新立社（Xã Tân Lập）
- 新城社（Xã Tân Thành）
- 新顺社（Xã Tân Thuận）
- 顺贵社（Xã Thuận Quý）

## 交通
- 越南鐵路
  - 南北線：平順站

## 经济
咸顺南县以农业为主，其中火龙果等水果已渐渐打出知名度。至于工业，还有咸俭1、2号工业区、咸强等工业区。